# Lista de paradoxos
Aqui segue-se uma lista de paradoxos conhecidos pela humanidade.

## Paradoxos verídicos
Estes são os paradoxos que dão resultados contra-intuitivos baseados em um raciocínio lógico correto.

### Matemáticos/Lógicos
- Paradoxo do enforcamento inesperado: Um paradoxo sobre as expectativas de uma pessoa sobre o momento de um evento futuro (por exemplo, um prisioneiro a ser enforcado ou um teste de escola) que ocorrerá em um momento inesperado.
- Paradoxo da implicação: Premissas inconsistentes sempre resultam em argumentos válidos.
- Paradoxos de distribuição: Alguns sistemas de distribuição de representantes ou deputados podem dar resultados contra-intuitivos.
  - Paradoxo do Paradoxo: Um paradoxo que se contradiz a si mesmo, em contradição ao conceito de paradoxo que diz ser o oposto da verdade. Logo se um paradoxo contradiz um paradoxo, ele contradiz o contrario da verdade, ou seja, ele contradiz o contraditório já contradito pelos seus argumentos contrários.
- Médias – o conceito matemático de média, seja definido como média ou mediana, leva a aparentes resultados paradoxais – por exemplo, é possível que ao mover um artigo da Wikipedia para o Wiktionary, o tamanho médio de um entrada aumente em ambos os sites – o fenômeno Will Rogers.
- Teorema da impossibilidade de Arrow/Paradoxo da votação/Paradoxo de Condorcet: Você não pode ter todos os atributos ideais de um sistema de votação ao mesmo tempo.
- Paradoxo de Banach–Tarski: Corte uma esfera em 5 partes, monte as peças, e obtenha duas esferas, ambas do mesmo tamanho da primeira.
- Paradoxo do aniversário: Em uma sala com 23 pessoas, a chance de que pelo menos duas tenham a mesma data de aniversário é maior que 50%. Este resultado parece surpreendente para muitos.
- Paradoxo de Borel: Funções de densidade probabilística condicional não são invariantes sob transformações de coordenadas.
- Paradoxo de Burali-Forti: Se os números ordinais formassem um conjunto, ele seria um número ordinal menor do que ele próprio.
- Paradoxo do elevador: Combinando as observações de um morador da cobertura com um morador do térreo a respeito de um mesmo elevador, chega-se à conclusão que "os compartimentos" deste estão sendo construídos no meio do prédio e destruídos na cobertura e no térreo.
- Paradoxo de Galileu: Embora a maioria dos números não sejam quadrados, não há mais números que quadrados.
- Corneta de Gabriel ou trumpete de Torricelli: um objeto simples com volume finito mas com uma área de superfície infinita. Igualmente, o conjunto de Mandelbrot e vários outros fractais têm área finita, mas perímetro infinito.
- Paradoxo de Hausdorff: Há um sub-conjunto contável C de uma esfera S tal que S\C é eqüidecomponível em duas cópias de si mesmo.
- Paradoxo do Grand Hotel de Hilbert: Mesmo que um hotel com infinitos quartos esteja completamente cheio, ele ainda pode receber mais hóspedes.
- Problema de Monty Hall: Uma conseqüência contra-intuitiva da probabilística condicional.
- Problema de Monty Hell: Lucros positivos diários tendem a ativos nulos no limite.
- Paradoxo do corvo (ou Os Corvos de Hempel): Observar um não-corvo vermelho aumenta a probabilidade de que todos os corvos sejam negros.
- Paradoxo de Richard: Uma lista completa de definições dos números reais não existe.
- Paradoxo de Simpson: Uma associação em sub-populações pode estar revertida na população em si. Aparentemente, quando dois conjuntos de dados suportam separadamente a mesma hipótese, unidos eles suportam a hipótese inversa.
- Paradoxo da Bela Adormecida: Metade (ou um terço?) dos participantes do news://rec.puzzles é incapaz de concordar sobre a probabilidade resultante desse problema…
- Paradoxos estatísticos: É bem possível tirar conclusões erradas de correlações. Por exemplo, cidades com um número maior de igrejas em geral possuem uma taxa maior de criminalidade – ambos resultam de um população maior. Uma organização profissional uma vez descobriu que economistas com um PhD tinham um salário menor do que os somente com um bacharelado – o que realmente acontecia era que os economistas com PhD geralmente trabalhavam no meio acadêmico, onde os salários são comparativamente menores

### Psicológico-filosóficos

#### Paradoxos da ação
- Paradoxo de Abilene: Pessoas agem em contradição com o que realmente querem fazer e, portanto, acabam removendo a chance de conseguir o que queriam em primeiro lugar.
- Asno de Buridan: Como uma escolha racional pode ser feita entre duas possibilidades de igual valor?
- Paradoxo de Condorcet: Agentes racionais podem tomar decisões coletivas irracionais
- Paradoxo do hedonismo: Quando alguém persegue a felicidade, esse alguém é miserável; mas, quando alguém persegue outro objetivo, ele atinge a felicidade.

#### Paradoxos epistemológicos
- Paradoxo da loteria: Uma pessoa pode acreditar, de cada número, que o mesmo não será sorteado na loteria, ao mesmo tempo em que acredita que um número destes será sorteado na loteria.
- Paradoxo do avô: Viaja-se no tempo para o passado e impede-se que esta mesma viagem seja feita, ou elimina-se a existência de quem viajou.

#### Paradoxos metafísicos
- Paradoxo de Epicuro: A existência do mal é incompatível com a existência de um Deus bondoso e, ao mesmo tempo, onipotente. (Ver teodicéia.)
- Paradoxo da pedra: Pode Deus criar uma pedra que não consiga levantar?

### Físicos
- Paradoxo de Braess: Algumas vezes, adicionar capacidade extra a uma rede pode aumentar a sua performance geral.
- Paradoxo de D'Alembert: Um líquido sem viscosidade não produz arrasto.
- Paradoxo de Einstein-Podolsky-Rosen: Até que distância eventos podem influenciar um ao outro em mecânica quântica?
- Paradoxo de Gibbs: Em um gás ideal, é a entropia uma variável extensiva?

- Paradoxo de Mpemba: Água quente, sob determinadas condições, pode congelar mais rápido do que água gelada, mesmo que tenha que passar pela temperatura mais baixa rumo ao congelamento.
- Paradoxo dos gêmeos: Quando um gêmeo que saiu de viagem retorna, ele está mais novo do que o seu irmão que ficou.
- Paradoxo da informação em buracos negros.

## Paradoxos falsídicos
Estes são os paradoxos que dão resultados incorretos baseados em um raciocínio sutilmente falso.
- Paradoxo de Epiménides: Um cretense diz: "Todos os cretenses são mentirosos". (Mas veja também o paradoxo do mentiroso, uma antinomia.)
- Paradoxo dos cavalos: Todos os cavalos são da mesma cor.
- Paradoxo do enforcamento inesperado: O dia do enforcamento deve ser um dia inesperado; portanto, ele não pode acontecer de forma alguma ou não será uma surpresa. (Similar ao paradoxo do mentiroso, uma antinomia.)
- Paradoxos de Zeno: Quando você chegar ao local onde a tartaruga está, ela já terá avançado um pouco, de modo que você nunca será capaz de alcançá-la.

## Antinomias
Paradoxos que mostram falhas em raciocínio aceito, axiomas ou definições. Note que muitos deles são casos especiais ou adaptações do paradoxo de Russell.
- Paradoxo do barbeiro: O barbeiro que faz a barba de todos os homens que não fazem as próprias barbas e ninguém mais.
- Paradoxo de Berry: Qual é o "primeiro número não nomeável com menos de dez palavras"?
- Paradoxo de Curry: "Se eu não estou enganado, o mundo acabará no meio da semana."
- Paradoxo de Grelling-Nelson: A palavra "heterológica", que quer dizer "não aplicável a si mesma", é ela mesma heterológica?
- Paradoxo do mentiroso: "Esta frase é falsa".
- Paradoxo de Quine: "Resulta em uma falsidade quando anexado a sua própria citação".
- Paradoxo de Russell: Há um conjunto de todos os conjuntos que não contêm a si mesmos?
- Dilema do Crocodilo: Um crocodilo promete ao pai de uma criança não devorá-la caso ele preveja com exatidão o que acontecerá.

### Antinomias de definição
Estes são os paradoxos que dependem de definições ambíguas.
- Navio de Teseu/Machado de George Washington: Quando cada componente de um navio foi trocado pelo menos uma vez, o navio ainda é o mesmo?
- Paradoxo sorites: Em que ponto um monte de areia deixa de ser um monte de areia à medida que eu tiro grãos de areia?
- Paradoxo de Richard.

## Paradoxos condicionais
Estes são paradoxos somente se certas premissas especiais são presumidas. Alguns deles mostram que as premissas são falsas ou incompletas; outros caem em classes diferentes de paradoxos.
- Paradoxo de Fermi: Se há muitas outras espécies sencientes no Universo, onde elas estão? A presença delas não deveria ser óbvia?
- O paradoxo GZK: raios cósmicos de alta energia foram observados que aparentemente violam o limite de Greisen-Zatsepin-Kuzmin que é uma conseqüência da Relatividade Especial.
- Paradoxo de Jevons: Em economia, aumentos de eficiência levam a aumentos ainda maiores em demanda.
- Paradoxo da mera adição: Uma população maior vivendo sob condições meramente toleráveis é melhor do que uma população pequena e feliz?
- Paradoxo de Newcomb: Como você joga um jogo contra um oponente onisciente?
- Paradoxo nihilista: se a verdade não existe, a declaração "a verdade não existe" não é uma verdade, provando-se, portanto, incorreta.
- Paradoxo de Olbers: Se o universo é infinito, possuindo um número infinito de estrelas luminosas uniformemente distribuídas, o céu deveria ser inteiramente luminoso porque haveria estrelas em qualquer direção..
- Paradoxo da onipotência: Um ser onipotente seria capaz de criar um rocha pesada demais para levantar? Um força irresistível pode mover um objeto imovível?
- Paradoxo da predestinação: Um homem viaja no tempo e engravida sua própria tetravó. O resultado é uma linha de descendentes, incluindo o próprio homem e seus pais. Portanto, a menos que ele faça a viagem temporal, ele nunca existirá.
- Paradoxo de São Petersburgo: Pessoas oferecerão somente uma taxa modesta por uma recompensa de valor infinito.

## Outros
- Paradoxo de Giffen: É possível que aumentos progressivos no preço do pão resultem em mais pessoas pobres comendo do mesmo?
- Paradoxo da toxina de Kavka: É possível que alguém tenha somente a intenção de beber uma toxina não-letal, se a intenção é tudo o que é preciso para conseguir um prêmio?
- Paradoxo de nascimentos de baixo peso: Bebês com baixo peso no nascimento têm uma taxa de mortalidade maior. Bebês de mães fumantes têm uma probabilidade maior de nascer com baixo peso. Entretanto, bebês de baixo peso nascidos de mães fumantes tem uma taxa de mortalidade menor do que outros bebês nascidos com peso inferior ao normal.
- Paradoxo da área desaparecida
- Paradoxo do Pinóquio: Seria impossível o personagem Pinóquio dizer: meu nariz vai crescer agora.
- Paradoxo da multa pela infração não cometida: Alguém que não tem carta de condução vai conduzir um carro em plena via pública. Esta pessoa senta-se no carro, põe o cinto, põe o carro a trabalhar, engrena uma velocidade e ... imediatamente no momento em que ia arrancar aparece-lhe um agente da autoridade que lhe pede a carta de condução. Como o nosso individuo não tem carta, acaba por apanhar uma multa (por conduzir sem carta) apesar de nunca ter chegado a conduzir.